# Bolesławice (powiat świdnicki)
Bolesławice (niem. Bunzelwitz) – wieś w Polsce położona w województwie dolnośląskim, w powiecie świdnickim, w gminie Jaworzyna Śląska.

## Podział administracyjny
W latach 1954–1961 wieś należała i była siedzibą władz gromady Bolesławice, po jej zniesieniu w gromadzie Jaworzyna Śląska. W latach 1975–1998 miejscowość należała administracyjnie do województwa wałbrzyskiego.

## Nazwa
Według niemieckiego językoznawcy Heinricha Adamy’ego nazwa miejscowości należy do grupy nazw patronomicznych i pochodzi od staropolskiego imienia męskiego Bolesław oznaczającego bardzo sławny. W swoim dziele o nazwach miejscowości na Śląsku wydanym w 1888 roku we Wrocławiu Adamy wymienia jako najstarszą zanotowaną nazwę miejscowości Bunzlawicz podając jej znaczenie "Dorf des Boleslaw" czyli po polsku "Wieś Bolesława". Pierwotna polska nazwa została później przez Niemców fonetycznie zgermanizowana na Bunzelwitz tracąc swoje pierwotne znaczenie.
Polską nazwę Bolesławiec oraz niemiecką Bunzelwitz wymienia w 1896 roku śląski pisarz Konstanty Damrot w książce o nazewnictwie miejscowym na Śląsku. Damrot w swojej książce wymienia również starszą nazwę z łacińskiego dokumentu z roku 1318 Bunzlowicz. Obecna nazwa została administracyjnie zatwierdzona 12 listopada 1946.
Podczas wojny siedmioletniej w 1761 król pruski Fryderyk II założył tu obóz warowny.

## Zabytki
Do wojewódzkiego rejestru zabytków wpisane są:
- kościół filialny pw. św. Jadwigi, gotycki z 1318 r., XVI w. Zachowane detale gotyckie m.in. portal zakrystii, późnogotyckie sakramentarium z 1515.Orientowany, jednonawowy z kwadratowym w rzucie prezbiterium, murowany z kamienia łamanego[9]. Renesansowy ołtarz główny z XVII w. i obraz Matki Bożej z XVI w. ze szkoły włoskiej. Polichromie i sgrafitto z 1696, dzwon z 1678[10];
- aleja lipowa wielorzędowa, na cmentarzu parafialny, z pierwszej połowy XIX w.

inne obiekty:
- pałac barokowy z dachem czterospadowym

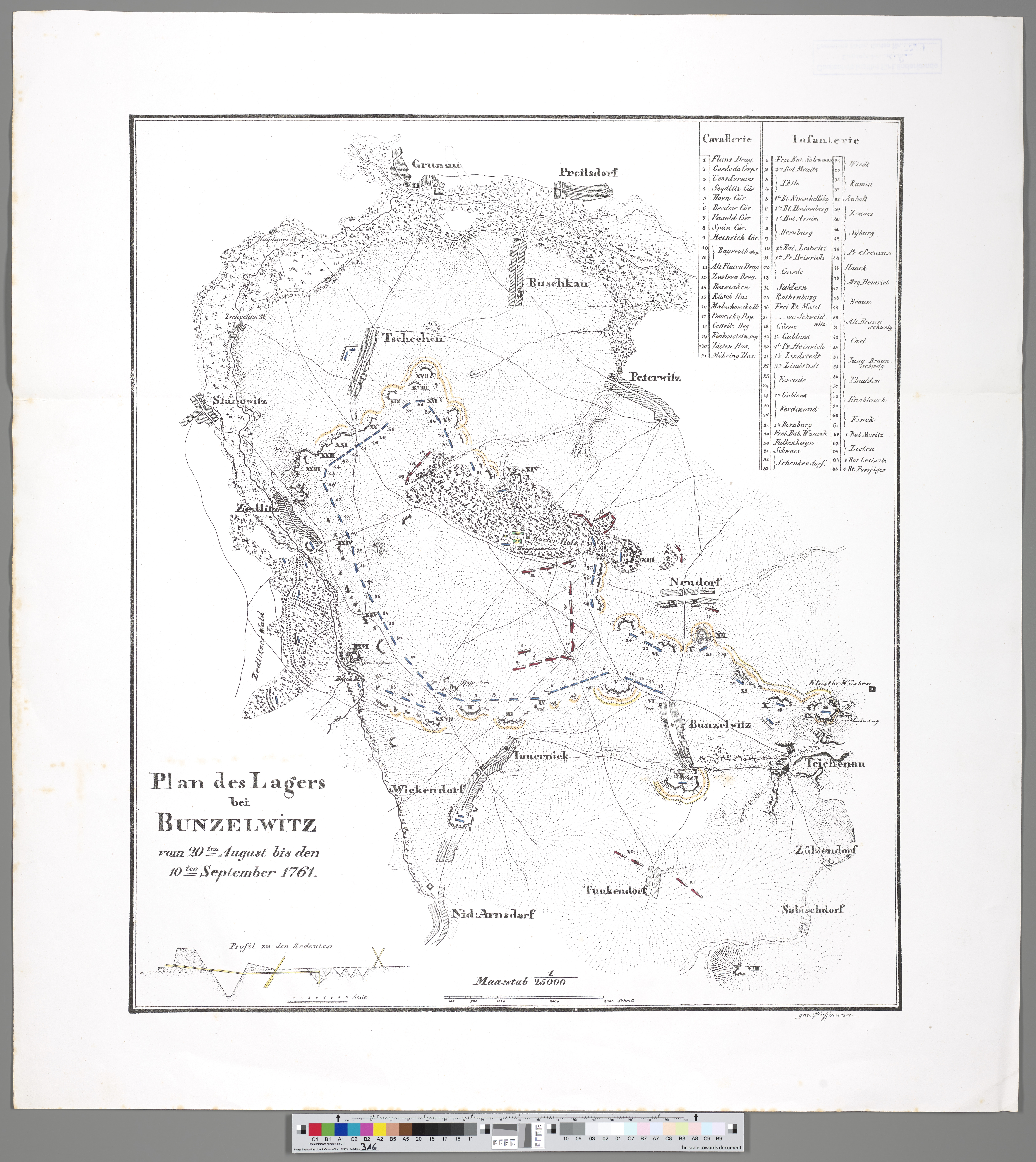
Plan obozu pod Bolesławicami, 20.08.-10.09.1761